# Пронин, Александр Георгиевич
Алекса́ндр Гео́ргиевич Про́нин (23 апреля 1917, Москва — 27 июля 1992, Киев) — генерал-майор авиации, заслуженный военный лётчик СССР, участник Великой Отечественной войны.

## Биография
Родился в семье рабочего. Отец работал на Московском военном-артиллеристом заводе. После окончания 7 классов в 1932 году пошел работать. В 1937 году окончил учёбу в московском Пролетарском авиаклубе. В 1938 году окончил 2-ю ВШЛ им. В. П. Чкалова и был направлен на службу в город Чита в 8 ИАП.
За боевые достижения в боях на Халгин-Голе в 1939 году был награждён Орден Красного Знамени. После окончания советско-финляндской войны был на службу в 124 ИАП.
Продолжил службу в истребительных частях Ленинградского ВО (ЛенВО). Принимал участие в «Финской кампании». После направлен в район Белостока. С апреля 1940 по июнь 1941 года был штурманом в составе 9-й смешанной авиадивизии.
Принимал участие в Великой Отечественной войне с первых дней войны. Летал на И-16, И-15Бис и МиГ-3, за штурвалом самолётов отражал налеты немецкой авиации по советским белорусским аэродромам в первых вражеских атаках. Участник обороны Москвы и Ленинграда. Воевал на Карельском перешейке. Всего за военное время Пронин Александр Георгиевич совершил 310 боевых вылетов, провёл 31 воздушный бой и сбил 6 вражеских бомбардировщиков. Начиная войну в звании капитана, продолжая служить в ИА ПВО и ВВС СССР до 1973 года, ушел в отставку в звании генерал-майор авиации.

## Награды
- Орден Красного Знамени (17.11.1939)[1]
- Орден Красного Знамени (05.07.1943)[1]
- Орден Красного Знамени (28.06.1944)[1]
- Орден Красного Знамени (?)
- Орден Красной Звезды (26.02.1942)[1]
- Орден Красной Звезды (05.11.1954)[1]
- Орден Красной Звезды (04.06.1955)[1]
- Орден Отечественной войны I степени (06.04.1985)[2]
- Орден Отечественной войны II степени (04.02.1943)[1]
- Медаль «За боевые заслуги» (20.06.1949)[1]
- Медаль «За оборону Ленинграда» (22.12.1942)[1]
- Медаль «За оборону Москвы» (01.05.1944)[1]
- Медаль «За победу над Германией в Великой Отечественной войне 1941—1945 гг.» (09.05.1945)[1]
- Военный лётчик I класса с 01.12.1951 г.
- Заслуженный военный лётчик СССР с 16.08.1966 (нагрудный знак № 51)